# Histoire de la Russie
 (mai 2019).

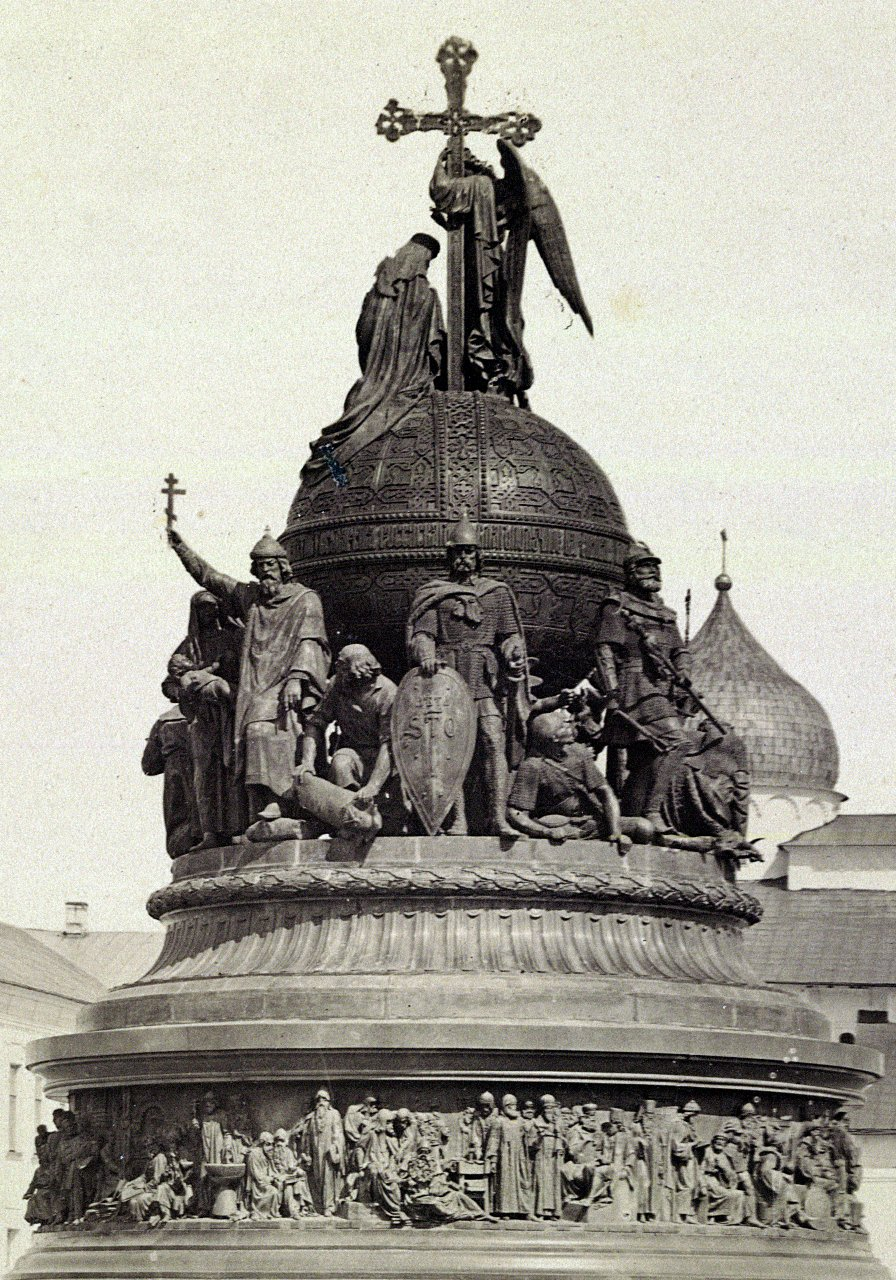
Le monument Millénaire de la Russie (1862), conçu pour la célébration du millième anniversaire de la venue de Riourik en tant que premier prince de Novgorod (862).

L’histoire de la Russie en tant qu’État actuel commence en 1991 par la dislocation de l'URSS, mais elle fait suite à une histoire beaucoup plus ancienne. L’actuel territoire russe est de jure (selon le droit international, non-reconnu par Moscou) celui de la République socialiste fédérative soviétique de Russie défini en 1954.
La Russie soviétique était l’une des nombreuses républiques communistes mises en place dans les années 1917-1922 dans le périmètre de l'éphémère république russe qui a succédé à l’Empire russe dont l’histoire s’enracine dans le tsarat de Russie, agrandissement de la grande-principauté de Moscou issue de la Rus’ kiévienne dont l’histoire commence au IXe siècle. Durant ce millénaire, les pays slaves orientaux ont connu des périodes de paix et de développement, mais aussi de nombreuses invasions, guerres et tyrannies ; la culture russe a puisé aux influences autochtones staroslaves, nordiques scandinaves, méridionales gréco-byzantines, orientales mongoles, occidentales germaniques et révolutionnaires communistes qui dessinent l’identité actuelle de la Russie.

## Préhistoire
Le premier établissement humain sur le territoire de la Russie remonte au début du Paléolithique inférieur. Il y a environ 2 millions d'années, Homo erectus a migré de l'Asie occidentale vers le Caucase du Nord (le site archéologique de Kermek sur la péninsule de Taman a révélé des outils en pierre de la culture Oldowayen). Sur le site archéologique Bogatyri/Sinyaya Balka dans le crâne d'un Elasmotherium caucasicum, qui a vécu 1,5-1,2 million d'années, un outil en pierre a été trouvé.
L'Homme de Denisova est un fossile daté d'environ 110 000 ans retrouvé en Sibérie. L'ADN d'un fragment osseux trouvé dans la grotte de Denisova, celui d'une adolescente morte il y a environ 90 000 ans, montre qu'elle était l'hybride d'une mère néandertalienne et d'un père dénisovien. La première trace Homo sapiens sur ce grand territoire remonte à 45 000 ans en Sibérie centrale (Homme d'Ust-Ishim).

## Néolithique et Antiquité
Alors que à l'ouest d'une frontière qui relie la mer Noire à la mer Baltique, s'opère la transition néolithique accompagnée par des remplacements à grande échelle des populations chasseurs-cueilleurs locales par une composante anatolienne, à l'est de cette ligne, aucun remplacement majeur de population n'est observé jusque vers 3000 av. J.-C. Cette continuité génétique est en accord avec la documentation archéologique montrant la persistance d'une céramique utilisée par des groupes de chasseurs-cueilleurs-pêcheurs et le retard de l'introduction de l'agriculture et de l'élevage dans ces régions.
La culture de Khvalynsk (c. 4900 - 3500 avant notre ère); située dans la région de la Volga moyenne, est importante de par l'apparition de nombreuses « innovations » dans cette zone steppique : apparition des premiers objets en cuivre, de reste de moutons, chèvres et bovins. Tout comme la culture de Samara qui la précède, la culture de Khvalynsk est caractérisée par la présence de poteries et de reste de chevaux, bien qu'aucune trace d'agriculture ou de domestication du cheval n'ait pu être établie.

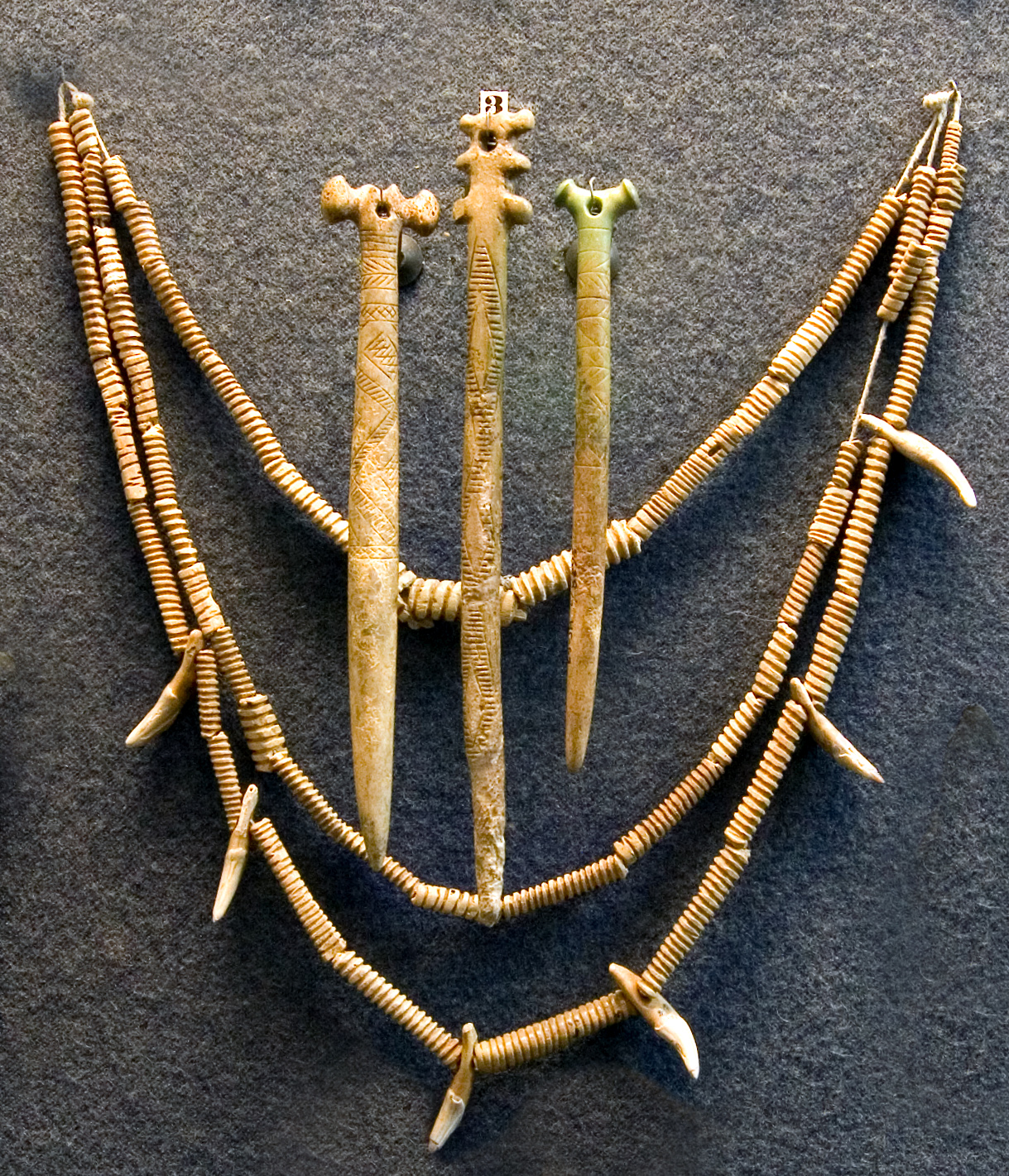
Bijoux et parure de dents et d'os de la culture Yamna. Musée de l'Ermitage à Saint-Petersbourg

Vers 4 000 ans av. J.-C., dans les steppes de la Russie du sud et de l'Asie centrale, se développe la civilisation des Kourganes. La culture Yamna ou « culture des tombes en fosse » (3600 à 2300 av. J.-C.) correspond à des populations essentiellement nomades, des peuples cavaliers pratiquant un peu de culture le long des fleuves et construisant quelques castros. Elle est généralement associée aux Proto-Indo-Européens tardifs (PIE) et proposée comme le plus solide « candidat » pour être le foyer de l'indo-européen commun. Une migration très importante se produit à partir du début du IIIe millénaire av. J.-C. depuis les steppes pontiques vers le centre de l'Europe, puis les autres parties de l'Europe. Cette expansion est probablement le résultat de cette économie pastorale nouvellement mobile caractérisée par la traction équestre, le transport en charriots et une dépendance alimentaire régulière à la viande et au lait,
Vers 2 000 ans avant notre ère, les Iraniens septentrionaux, appelés Peuples des Steppes ou Cimmériens, occupent un immense territoire entre l'actuelle Pologne et l'ouest de l'actuelle Chine. Vers 1000 avant notre ère d'autres Iraniens septentrionaux, les Scythes, créent un empire qui dure jusqu'au IIIe siècle de notre ère entre le Dniestr et la Volga. Vers 200 avant notre ère les Sarmates, eux aussi Iraniens septentrionaux, finissent par supplanter les Scythes.
Vers 400 apr. J.-C., ce sont les Goths, cette fois des Germains venus du Nord, qui s'établissent dans l'actuelle Ukraine, tandis qu'en Russie d'Asie, les Huns constituent un immense empire qui s'étend sur l'Europe sous le règne d'Attila. L'empire des Huns, trop étendu et peu organisé, ne résiste pas à la mort d'Attila, et les Avars s'installent à leur place et dominent la région jusqu'au VIIe siècle, remplacés à leur tour par les Khazars. C'est au cours de la période correspondant aux dominations des turcophones Huns, Avars et Khazars que les Slaves, en provenance des plaines de l'actuelle Biélorussie, s'établissent peu à peu sur le territoire de la Russie européenne.

## Des origines de la Russie à la chute de l'empire en 1917

### La Rus' de Kiev (882-1240)

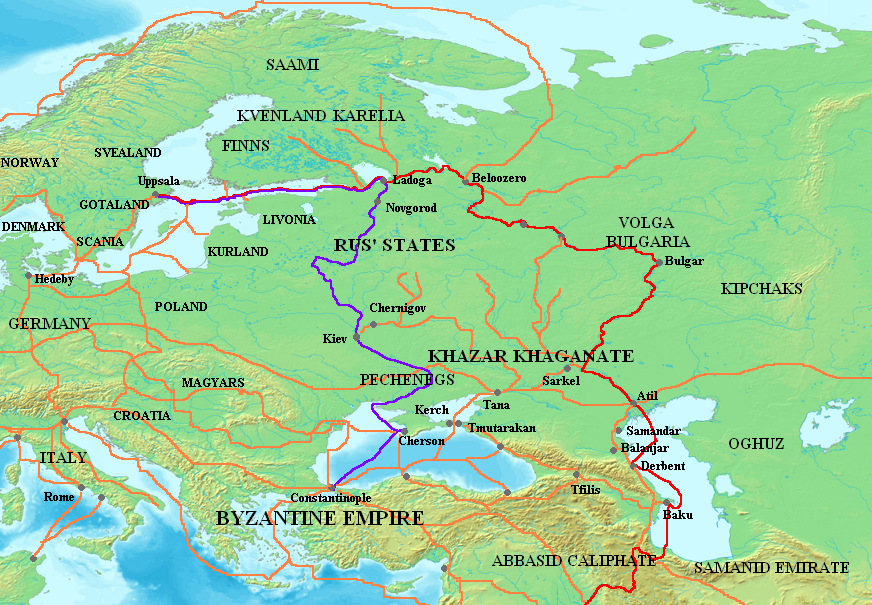
Carte des principales routes du commerce varègue : la route de la Volga (en rouge) et la route de l'Empire byzantin (en pourpre).

La Rus' de Kiev ou principauté de Kiev (dite aussi Russinie, Russynie ou Ruthénie) est le premier État organisé à s'être formé dans la région occupée aujourd'hui par l'Ukraine, la Biélorussie et la Russie occidentale (862). Fondée par des Varègues venus de Scandinavie à travers les différents fleuves de la plaine russe et ukrainienne, elle est dirigée par la dynastie des Riourikides, et son nom vient du scandinave rodslagen : le gouvernail. Elle forme un État peu structuré dont les sujets sont les tribus de Slaves orientaux, venus par les vagues de colonisation slave du nord-est de la Russie et des peuples finno-ougriens comme les Tchoudes et les Maris. Les princes varègues développent la route commerciale qui relie la mer Baltique, la mer Caspienne et la mer Noire en empruntant le Dniepr et la Volga.

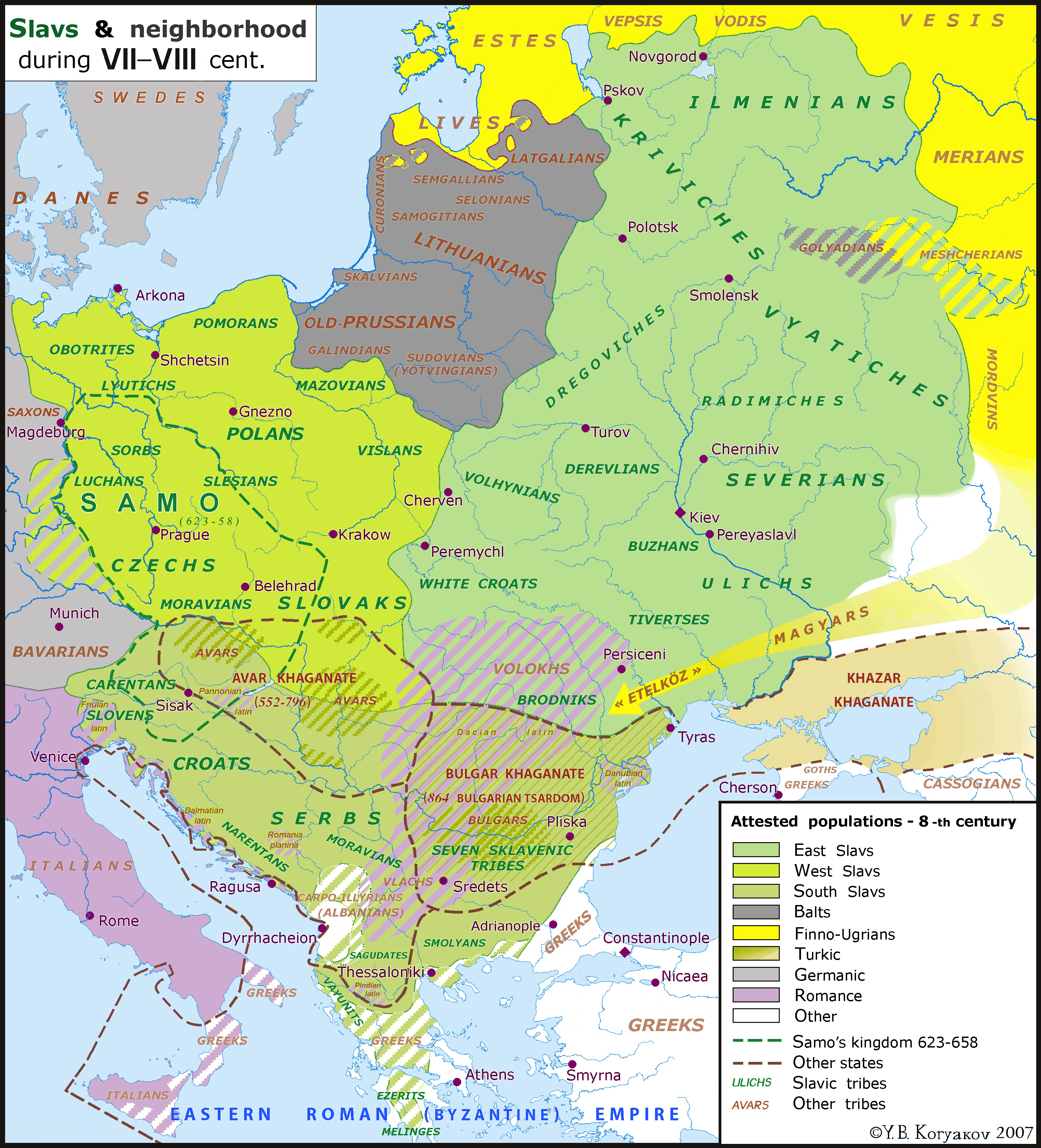
Les Slaves, orientaux, occidentaux et méridionaux, aux.

À partir de 860, ils deviennent pour l'empire byzantin un important partenaire commercial (bois, tourbe, poisson fumé, fourrures, cuirs, ambre contre produits manufacturés, miel, vin, épices, parfums, soieries). En 882, Oleg le Sage déplace sa capitale de Novgorod à Kiev après s'être emparé de Smolensk. La paix commerciale est entrecoupée de guerres (voir guerre russo-byzantine de 907, de 941 et de 1043). Pour la Rus', l'Empire byzantin est tantôt un allié contre les peuples nomades des steppes, venus de l'est (Khazars, Petchenègues, Coumans et autres) tantôt un adversaire à piller, qui s'allie à ces mêmes peuples contre elle.
Ainsi, en 907, Oleg le Sage s'allie à l'Empire byzantin en campagne contre les Bulgares du Danube : ces campagnes débouchent en 911 sur un accord commercial avec Constantinople, mais aussitôt la Bulgarie vaincue, l'alliance est rompue et la Rus' est à nouveau en guerre contre les byzantins… aux côtés des Bulgares. Byzance en sort victorieuse, et l'armée de la Rus' doit se retirer des Balkans.
Entre 912 et 913, la principauté de Kiev tente d'accroître son influence sur de nouvelles tribus slaves comme les Drevlianes. Peu après Igor de Kiev organise une campagne de pillage vers l'empire perse via la mer Caspienne avec 500 navires. Il prend Gillian, le Tabaristan et Chirvan et ramène un grand butin. La troupe du prince de Kiev est cependant repoussée par la suite par les Khazars. Igor doit retourner à Kiev pour reconstituer ses forces.
Entre 915 et 916, les Petchenègues, un peuple cavalier turcophone de la steppe eurasienne, s'établit dans la steppe pontique au sud du territoire de la principauté de Kiev, entre les Carpates et la boucle du Don, et pendant un siècle ils se substituent aux Kiéviens comme adversaires ou partenaires des Byzantins à travers la Mer Noire.
En 941, Igor de Kiev à l'instar d'Oleg le Sage, après avoir fait la paix avec les Petchenègues, organise une nouvelle expédition de pillage en traversant la mer Noire : il est repoussé par la marine byzantine, qui utilise le feu grégeois. Entre 943 et 945, la Rus’ combat successivement les peuples de la mer Caspienne et Constantinople sans plus de succès. Enfin, la paix est signée avec les byzantins aux bouches du Danube. Mais en 945, Igor de Kiev est tué par les Drevlianes à Iskorosten alors qu'il menait une expédition pour percevoir leur tribut.
Sous le règne de Vladimir, le territoire s'étend et en 988, il se convertit au christianisme orthodoxe, qui devient religion d'État et l'un des facteurs de l'unité nationale russe. En 1054, alors que la pentarchie chrétienne se scinde en deux, la Rus' reste fidèle à l'orthodoxie de rite byzantin, alors que les Slaves occidentaux (Polonais, Tchèques, Slovaques…) ainsi que les peuples baltes, passent dans l'obédience de Rome de rite latin ; les Finnois se divisent : ceux de l'Ouest (les futurs Finlandais et les futurs Estoniens) passent dans l'obédience de Rome, tandis que ceux de l'Est (les futurs Vepses et Caréliens) restent orthodoxes. Plus tard encore, les Finlandais, les Estoniens et une partie des Lettons deviendront protestants.
À partir du XIIe siècle la principauté de Kiev entre dans une longue période d'instabilité en raison des partages successoraux entre les descendants de Vladimir, et se désintègre au fil des années, tandis que les Coumans remplacent et assimilent les Pétchénègues au sud. La population slave s'étend vers le nord-est et de nombreuses villes-principautés nouvelles sont ainsi créées, parmi lesquelles Moscou en 1147. La Rus' fait alors place à une quinzaine de principautés. Outre ces principautés, la république de Novgorod se forme au nord, autour de la ville hanséatique de Novgorod. En 1276, la principauté de Moscou ou Moscovie, voit à son tour le jour.
Les princes qui dirigent ces principautés règnent sur une masse de paysans à cette époque encore libres, organisés en communautés rurales autonomes et vivant en paroisses, initialement maîtres de leurs terres, lesquelles n'appartiennent que nominalement au prince. Mais les armées des princes, formées des plus jeunes parmi ces mêmes paysans, sont encadrées par des boyards, auxquels les princes font don de terres et qui deviendront progressivement des propriétaires terriens. Dès lors, les boyards ont tendance à exiger des paysans de plus en plus de corvées et de taxes, et à les maintenir sur la terre plutôt qu'à les envoyer à la guerre : ainsi se mettent en place le servage d'un côté, et des armées de mercenaires de l'autre. La principauté de Vladimir-Souzdal et surtout la république de Novgorod toutes deux situées au nord de la principauté de Kiev, vont profiter de leur indépendance pour s'étendre et se renforcer. La république de Novgorod, cité-État dotée d'un système de gouvernement original, prospère grâce à ses échanges commerciaux avec les pays de la Baltique. Elle repousse à plusieurs reprises les tentatives d'expansion des chevaliers teutoniques (bataille du lac Peïpous).

### Invasion tataro-mongole (1223-1241)
En 1226, deux peuples cavaliers venus de la steppe eurasienne, les Mongols (altaïques) et les Tatars (turcophones), attaquent les principautés. Entre 1237 et 1242, le khan Batou, petit-fils de Gengis Khan, défait les unes après les autres les armées des princes, ravage les villages traversés, pille et réduit en cendres les principales villes, dont Vladimir, Riazan, Souzdal, Rostov, Kiev et Moscou. Les populations sont massacrées ou réduites en esclavage. Seule Novgorod et dans une certaine mesure Pskov, situées au nord-ouest du pays, réussissent à conserver une certaine autonomie. Les Mongols et les Tatars n'occupent pas les territoires vaincus mais les principautés doivent leur payer tribut et reconnaître la suzeraineté de l'État qu'ils fondent au sud de la Volga : la Horde d'or. Cette vassalité ne prendra fin que deux siècles plus tard. Le vocabulaire russe s'enrichit alors de nombreux termes mongols comme yam (poste) et tamga (péage)
Par la suite, les Mongols et les Tatars, initialement tengristes, évoluent religieusement : les premiers adoptent le bouddhisme, les seconds l'islam. Face à la traite musulmane, les armées princières slaves et l'église orthodoxe russe deviennent des facteurs identitaires et de cohésion. Administrativement, les Russes intègrent les tributs ainsi que les levées de troupes. Comme les Mongols, les princes russes vont jusqu'à imposer à leurs sujets d'entretenir un service de relais de poste. Enfin, militairement, l'armée russe reprendra à son compte l'usage de la cavalerie légère et de l'archerie, dont l'absence lui avait initialement valu tant de cuisantes défaites.
Pendant l'invasion mongole et tatare, le grand-duché de Lituanie, d'obédience catholique,  s'étend à l'ouest sur une partie des « Russies », y compris la principauté de Kiev. Ces séparations politiques favorisent la différenciation linguistique entre les trois langues slaves orientales : le biélorusse, l'ukrainien et le russe. Au nord-ouest la république de Pskov se sépare en 1348 de la république de Novgorod.

### La Moscovie

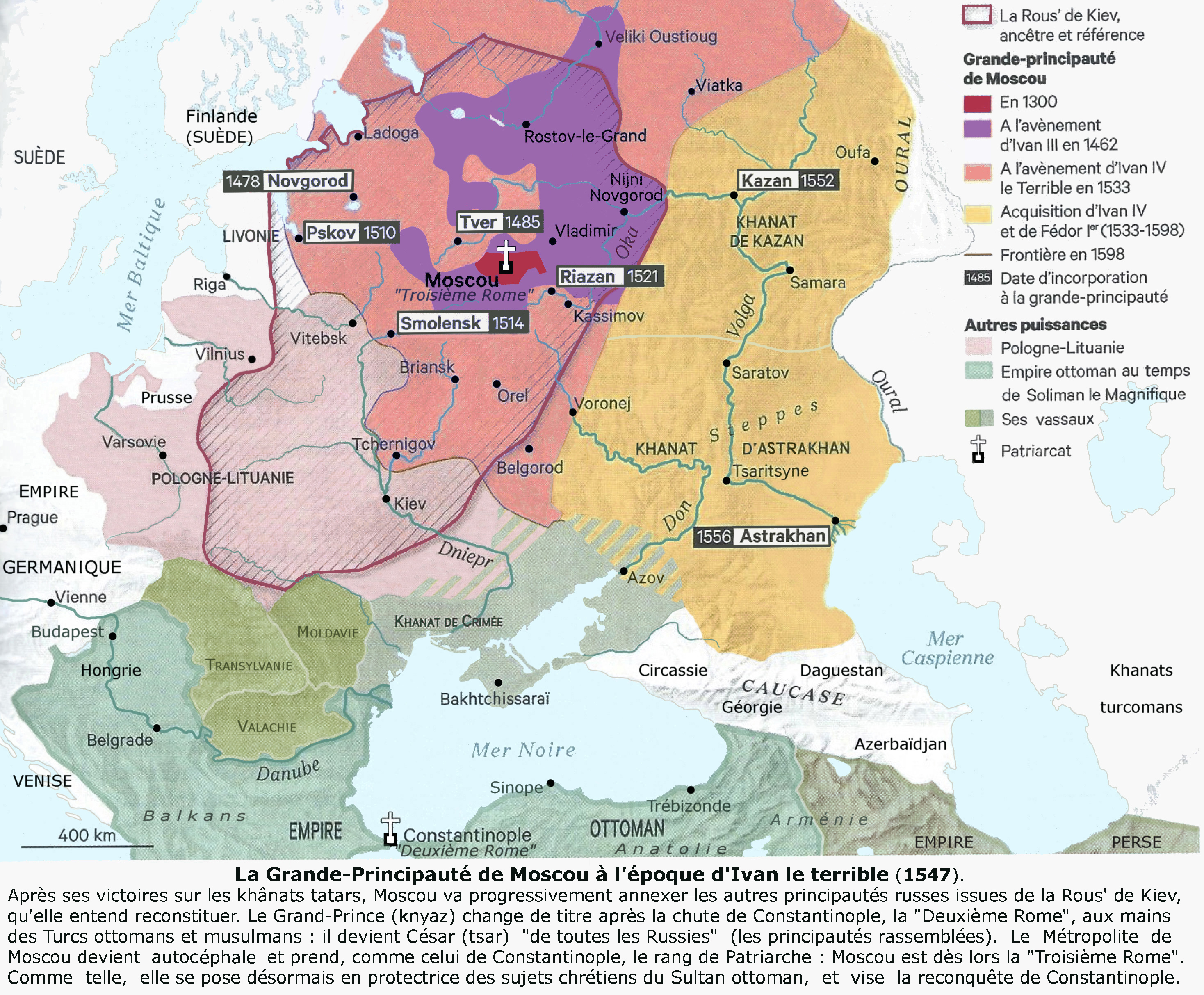
Carte de l'expansion de la Russie entre 1300 et 1796.

Du XIVe siècle au XVIe siècle, l'une de ces principautés, la grande-principauté de Moscou, dirigée par des princes habiles, annexe progressivement toutes les autres pour devenir « la » Russie. Ses souverains et ses patriarches religieux intègrent dans leur titulature l'expression « de toutes les Russies ». Le prince Dimitri IV (Dimitri Donskoï) vainc une première fois les Mongols à la bataille de Koulikovo (1380). Toutefois, ce mouvement d'unification se heurte aux rivalités et à la tradition de partage des territoires entre les différents fils du prince, ce qui engendre une guerre civile entre 1425 et 1453, nommée la guerre de Succession moscovite.
Monté sur le trône en 1462, Ivan III, qu'un voyageur vénitien décrit comme « un homme de haute taille, penché en avant et beau », libère la Moscovie du joug mongol dont l'empire est désormais fragmenté en plusieurs khanats, puis absorbe les principales principautés russes encore indépendantes dont Novgorod (1478) et Tver (1485). En 1485, Ivan III prend le titre de « souverain de toutes les Russies », pour montrer sa volonté de réunir tout l'héritage de Vladimir. À la fin du règne d'Ivan III le territoire de la Moscovie a quadruplé.
Son fils Vassili III (1505-1533) poursuit l'extension territoriale en annexant la cité-état de Pskov (1510) et la principauté de Riazan (1521) ainsi que Smolensk (1514),.
Ivan IV dit « le Terrible », est le premier prince à se utiliser le titre de « tsar », dérivé du nom latin de César (Caesar). Il s'empare du khanat de Kazan en 1552 et du khanat d'Astrakhan en 1556, mais il perd l'accès à la mer Baltique face à une coalition de l'Empire suédois avec la Pologne et la Lituanie. Ivan le Terrible se considère comme le seul héritier de Vladimir, bien qu'il ne contrôle pas la ville de Kiev, encore aux mains de la dynastie lituanienne des Jagellon, comme la plus grande partie des territoires occidentaux de la Rus' de Kiev.
Désormais l'expansion de la Russie vers l'Est n'a plus d'obstacle sérieux. La colonisation par les paysans russes du vaste bassin de la Volga et de l'Oural prend son essor. Des paysans et fugitifs, les cosaques, s'installent sur les marges et s'organisent dans une structure militaire de soldats-paysans, jouant le rôle de pionniers et de garde-frontières.

### Tsarat de Russie (1537-1721)
La guerre de Livonie contre la Pologne et la Suède (1558-1583) finit par la défaite de la Russie, qui visait un débouché vers la mer Baltique. Le khanat de Crimée pille constamment les terres frontalières de la Russie. En 1571, le khan de Crimée brûle Moscou, mais à l'année suivante les Tatars de Crimée sont vaincus non loin de Moscou à la bataille de Molodi (Voir l'article Invasions des Tatars de Crimée en Russie).
L'extension du servage (manque de main d'œuvre) provoque la fuite des paysans vers les marches de l'empire (on les appelle Cosaques : mot turc qui veut dire « évadé »). Certains groupes de Cosaques deviennent cavaliers et navigateurs. Ils sont tolérés par les Tsars dans la mesure où ils servent l'empire en conquérant de nouvelles terres à l'Est. C'est la conquête de la Sibérie par l'ataman Ermak et ses cosaques: ils y agissent comme une sorte de trappeurs, suivis par les commerçants, puis par les fonctionnaires et officiers du tsar.
Nouvelle période d'affaiblissement : après quatre années stériles dues aux éruptions des Lakagígar et d'autres volcans d'Islande (de 1600 à 1603, les températures nocturnes d'été étaient souvent inférieures à zéro et les récoltes périclitèrent) la désorganisation économique et politique (Smouta) commence. Les Polonais attaquent la Russie par l'ouest en 1605. Ils occupent même Moscou. Les nobles russes offrent alors la couronne de Russie au fils du roi de Pologne, le prince Vladisdas. Mais une insurrection populaire chasse les Polonais de Moscou, et Michel (Mikhaïl) Romanov devient tsar « de toutes les Russies » (c'est-à-dire de toutes les principautés russes), et fonde une dynastie qui se perpétuera jusqu'en 1917.
Une révolte cosaque menée par Stenka Razine en 1670 et 1671 a lieu dans le Sud de la Russie. Saratov et Samara sont prises, et les paysans mécontents joignent Razine. Sa rébellion fut écrasée en 1671 et se termina par la mise à mort de Razine sur la place Rouge à Moscou.

### L'Empire russe (1721-1917)

#### Réformes et expansion de Pierre le Grand à Catherine II

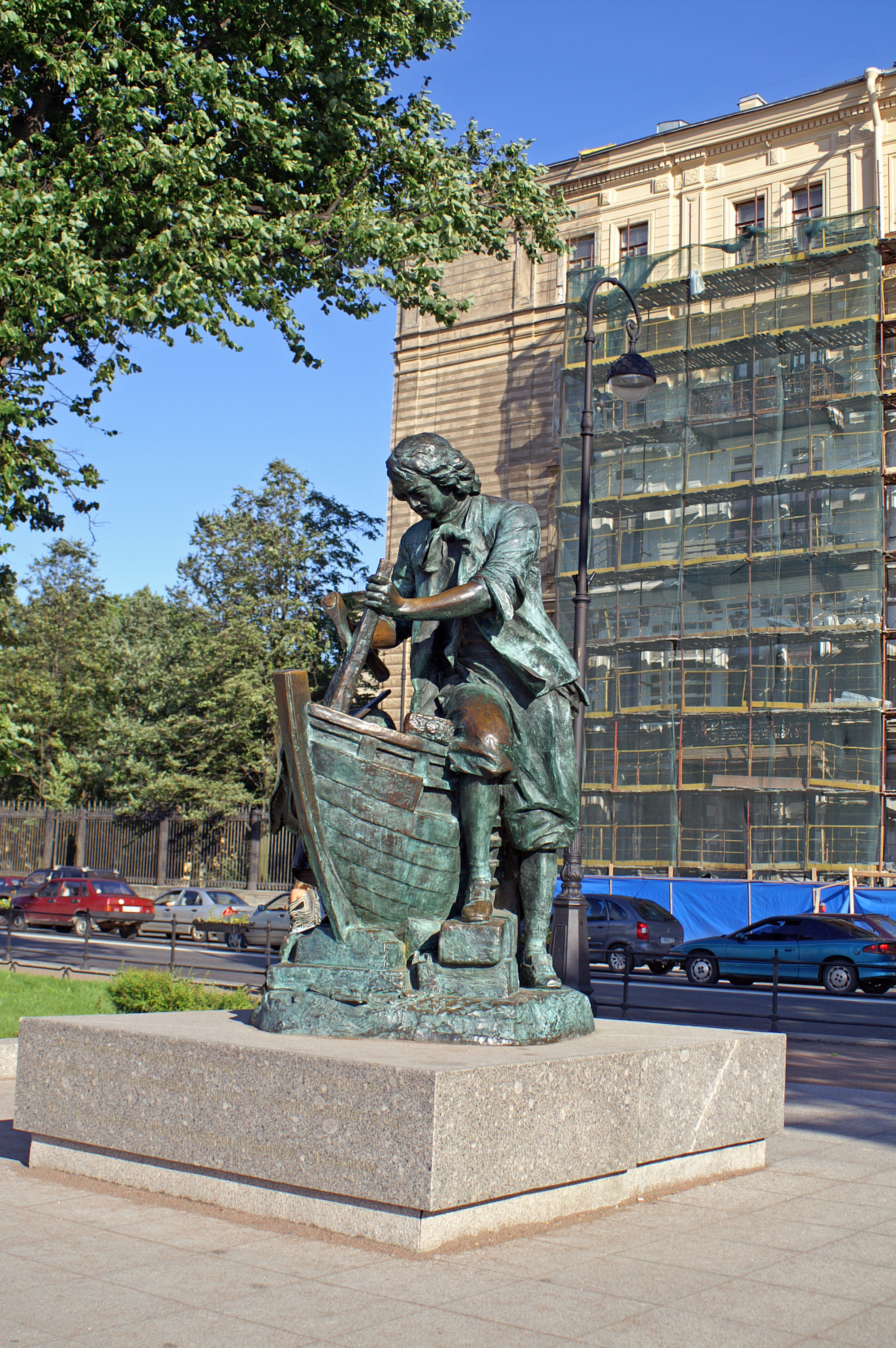
Pierre le Grand apprend la charpenterie et la construction navale pendant un séjour en Hollande pour faire de la Russie une puissance maritime. Statue érigée à l'amirauté de Saint-Pétersbourg en 1911, restaurée en 1990.

Au cours du XVIIIe siècle, Pierre le Grand (1672-1725), au prix d'une longue guerre avec la Suède, obtient un accès à la mer Baltique ; il fait construire Saint-Pétersbourg, fondée en 1703, qui devient la nouvelle capitale en 1712, symbolisant ainsi l'ouverture du pays vers l'Europe. Une puissante industrie métallurgique, la première d'Occident à l'époque, est édifiée dans l'Oural et permet de soutenir l'effort de guerre. Le 2 novembre 1721, Pierre prend le titre d'« Empereur de toutes les Russies », qui remplaça le traditionnel titre de tsar qui lui était jusque-là accordé. Catherine II de Russie (1762-1796), souveraine éclairée, achève la conquête des steppes situées au bord de la mer Noire après avoir défait l'Empire ottoman et le khanat de Crimée et repousse vers l'ouest les frontières de l'empire russe grâce au partage de la Pologne. La Petite Russie (Ukraine) et la Russie blanche (Biélorussie) sont désormais entièrement en territoire russe.
Durant toute cette période, les cosaques occupent progressivement la Sibérie lors de la conquête de la Sibérie et atteignent l'océan Pacifique en 1640. Iakoutsk en Iakoutie est fondé en 1632, la région du détroit de Béring et l'Alaska sont explorés dans les années 1740.
Un code édicté en 1649 lie désormais le paysan et ses descendants à la terre et à son propriétaire généralisant le servage. En contrepartie, les propriétaires terriens sont astreints à servir leur souverain. Catherine II confirme et renforce ces dispositions. Le mécontentement des paysans et d'une classe naissante d'ouvriers, exploités par leurs propriétaires et lourdement taxés par la fiscalité d'un État en pleine croissance déclenchent au XVIIe et XVIIIe siècles de nombreuses révoltes paysannes dont la plus importante, menée par le cosaque Emelian Pougatchev, parvient à menacer le trône avant d'être écrasée (1773).
L'Église orthodoxe à l'époque joue un rôle essentiel dans la société russe et possède plus des deux tiers des terres. Le patriarche Nikon (1653) est à l'origine de la correction des manuscrits liturgiques utilisés par l'Église orthodoxe russe. Ces changements provoquèrent le schisme des vieux-croyants sévèrement réprimé.
Pierre le Grand, Anne Ire puis Catherine II font venir un grand nombre de colons allemands (par exemple les Allemands de la Volga) d'artisans et de savants occidentaux souvent allemands, pour moderniser le pays, édifier des industries et jeter les fondements des établissements d'enseignement et de diffusion du savoir. Les bases de la langue littéraire russe sont définies par Mikhaïl Lomonossov. Les premiers journaux sont publiés à cette époque. La noblesse russe s'occidentalise, surtout sous l'influence de la philosophie allemande et de la langue française, et certains de ses membres s'enthousiasment pour les idées des Lumières : Catherine II correspond avec Voltaire et reçoit Diderot à sa cour.
À la suite des guerres russo-turques, l’Empire russe a obtenu l’accès à la mer Noire et à la mer d’Azov. En 1775, la Sitch zaporogue fut liquidée et le Gouvernement de Nouvelle-Russie fut créée sur les anciennes terres des cosaques, dans laquelle de nouvelles villes furent formées : Ekaterinoslav (1776), Elizavetgrad, Kherson (1778), Odessa (1794),,,.

#### Une puissance conservatrice et toujours expansionniste
Dans les guerres de la Révolution française et du Premier Empire, l'Empire russe, mû par une idéologie conservatrice et donc hostile aux idées de la Révolution française, participe à plusieurs coalitions contre le Directoire puis contre Napoléon et essuie des défaites coûteuses entre 1799 et 1807. Alexandre Ier choisit alors par renversement d'alliance le camp de la France (paix de Tilsitt), mais la paix ne durera que cinq ans, de 1807 à 1812. Il profite de cette pause pour attaquer la Suède et annexer la Finlande. Plus à l'est, il conquiert aussi des territoires turcs et perses.

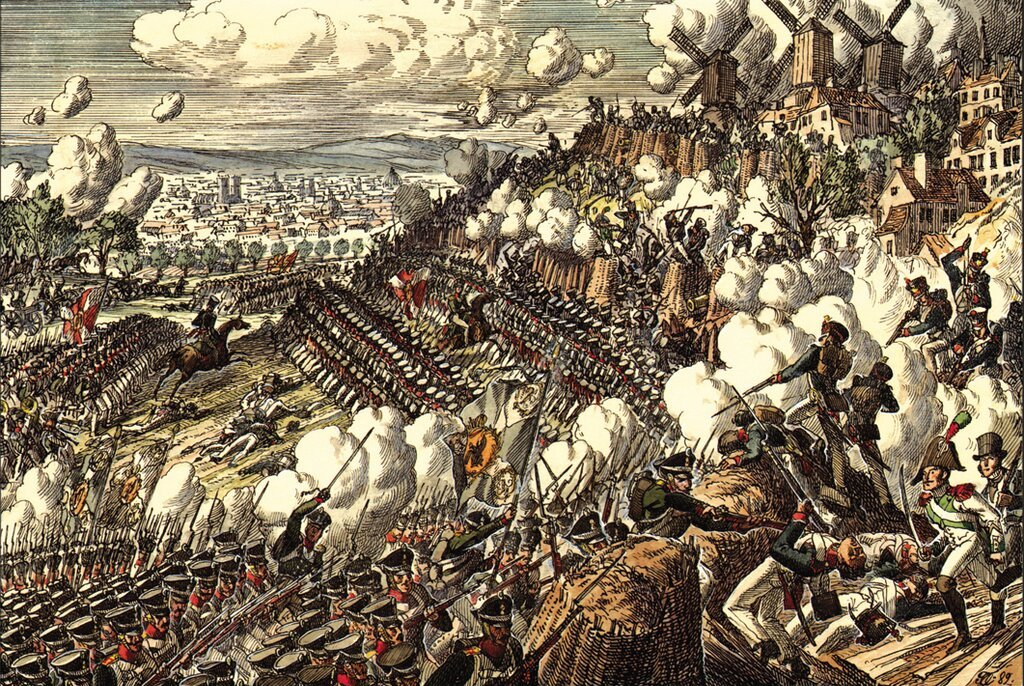
Assaut russe vers la butte Montmartre pendant la bataille de Paris (1814), estampe russe, s.d.

En 1812, suite à la levée par Alexandre Ier du blocus continental imposé par Napoléon à toute l'Europe depuis 1806 contre le Royaume-Uni, Napoléon lance la Campagne de Russie. Sa Grande Armée de 600 000 hommes s'empare  de Moscou mais doit en repartir chassée par l'incendie de la ville (politique de la terre brûlée). Les armées russes harcèlent alors un ennemi décimé par la faim et le froid puis, et sont définitivement boutés de Russie le 26 décembre 1812, avec moins de 10 000 survivants.
L'Empire russe, la Prusse et de l'Autriche, remportent les campagnes de 1813 et 1814 et entrent dans Paris pour y restaurer les Bourbon. Alexandre joue un rôle majeur dans la Sainte-Alliance qui veut gérer le destin de l'Europe post-napoléonienne.
Sous Alexandre Ier et ses successeurs, l'empire russe poursuit son expansion dans le Caucase et vers les bouches du Danube au détriment des empires perse et ottoman. La Géorgie rejoint volontairement l'empire en 1801. La partie orientale de la principauté de Moldavie (vassale de l'Empire ottoman) est annexée en 1812 et forme le gouvernement de Bessarabie. L'Arménie orientale, le Daghestan et une partie de l'Azerbaïdjan sont annexés en 1813 au terme d'un conflit de quatre ans contre la Perse.
Au décès d'Alexandre (1825), des officiers réformistes, les décembristes, se soulèvent en vain pour demander une réforme de la monarchie. Cette tentative de soulèvement d'officiers issus de l'aristocratie va servir aussi de modèle à de nombreux intellectuels russes au cours du siècle suivant, inspirés par la philosophie de Hegel ou, en fin de siècle, de Kropotkine.
En 1829 l'Empire russe se fait céder par l'Empire ottoman les Bouches du Danube. Nicolas Ier bénéficie d'une bonne croissance économique, mais renforce l'appareil répressif. Il écrase violemment le soulèvement de la Pologne (1830-1831) et, en 1848, participe à l'écrasement de la révolution hongroise, mettant fin au Printemps des peuples.

L'empire russe en 1866 ; en vert clair les territoires sous influence.

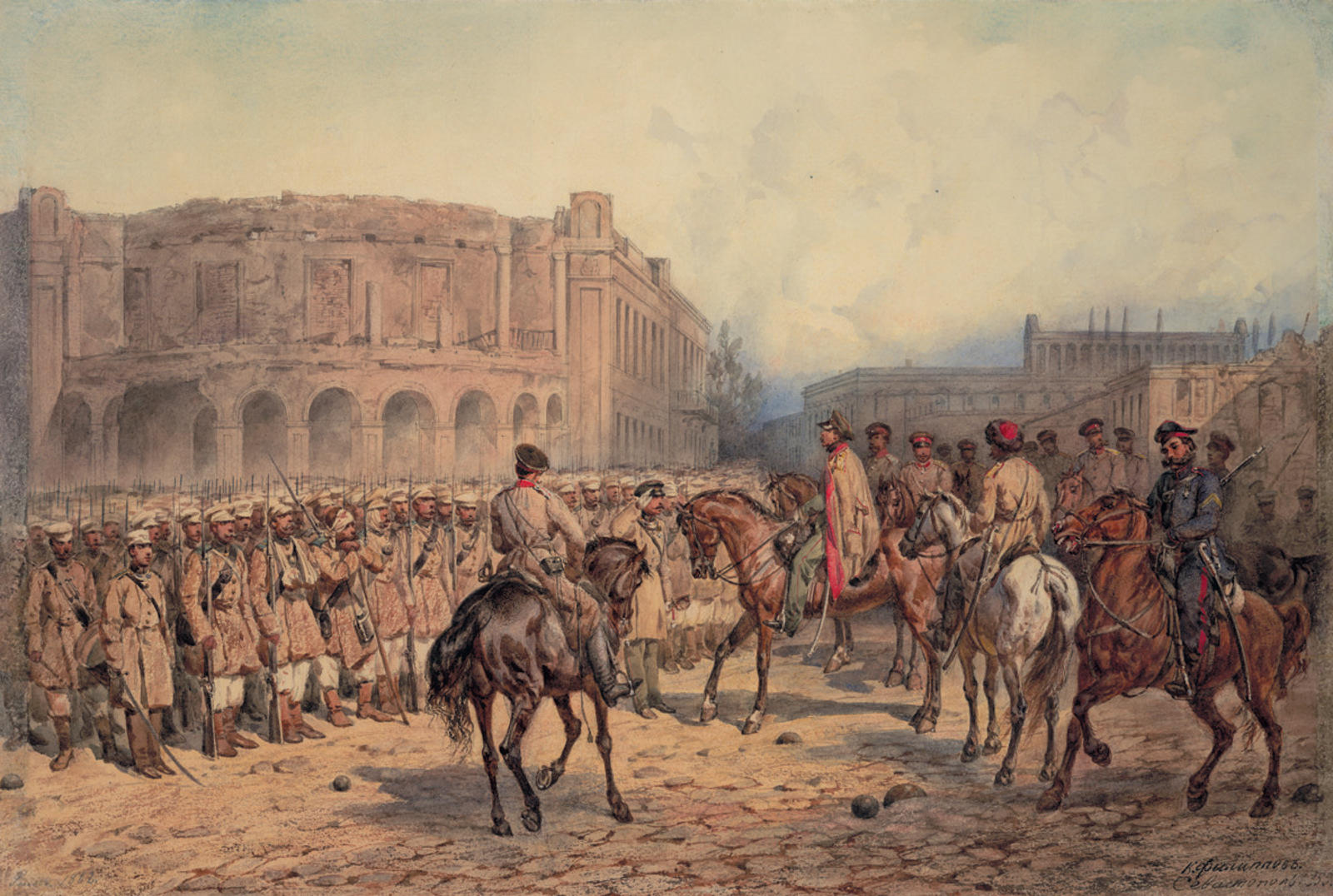
Troupes russes au siège de Sébastopol, peinture russe de Konstantin Filippov (1830-1878).

Face à l'expansion de l'Empire Russe et par crainte de l'effondrement de l'Empire ottoman, une coalition formée de l'Empire ottoman, de l'Empire français, du Royaume-Uni et du royaume de Sardaigne lance en 1853 la guerre de Crimée. Les armées de Nicolas Ier s'épuisent vainement au Sébastopol (1856) et son successeur Alexandre II doit céder le sud de la Bessarabie avec les Bouches du Danube, et perd les droits de passage entre la mer Noire et la Méditerranée.
Un dernier conflit victorieux avec l'Empire ottoman (1878) lui permet de retrouver un accès au Danube et parachève la conquête du Caucase. La Russie obtient aussi la création dans les Balkans d'un royaume de Bulgarie, et la reconnaissance par les Ottomans de l'indépendance de la Serbie et de la Roumanie.
Par ailleurs, la Russie poursuit son expansion, amorcée au XVIIIe siècle, vers l'Asie centrale, avec notamment la conquête de Tachkent (actuelle capitale de l'Ouzbékistan) en 1865 et celle de la forteresse turkmène de Gök-Tepe en 1881 par le général Skobelev, vétéran de la guerre russo-turque de 1877-1878. Cet accroissement d'influence ravive l'hostilité du Royaume-Uni, cette tension géopolitique étant connue sous le nom de « Grand Jeu ». La même année 1881, le traité de Saint-Pétersbourg avec la Chine constitue l'un des rares retraits russes, l'empire cédant la région de Kuldzha (Yining, dans le Xinjiang ou « Turkestan oriental ») annexée lors de la sanglante révolte des Dounganes (ou « révolte musulmane »).
Enfin, l'empire s'étend aussi vers l'Extrême-orient. En 1855, le traité de Shimoda établit les frontières des deux pays, l'île de Sakhaline faisant l'objet d'un échange lors du traité de Saint-Pétersbourg de 1875. La Convention de Pékin de 1860, qui met un terme à la seconde guerre de l'opium avec la Chine, offre à la Russie un accès à la mer du Japon. Le Transsibérien est prolongé jusqu'à Vladivostok, fondée en 1860, permettant l'acheminement des troupes tsaristes. Cependant, la mainmise de la Russie sur la Mandchourie et ses prétentions sur la Corée entrainent une rivalité avec le Japon alors lancé dans la phase de modernisation accélérée du Meiji, débouchant sur la guerre russo-japonaise de 1904-1905 qui elle marque une victoire d'un peuple non-blanc sur un pays occidental.
Jusqu'en 1861, de nombreuses jacqueries contre l'aristocratie terrienne endettée et attachée de ce fait au système du servage  se produisent dans les provinces ; ensuite, la paysannerie reste encadrée par le système communautaire du mir qui assure une répartition solidaire des ressources et des charges mais fait obstacle à la modernisation. L'industrie se développe surtout dans les mines et le textile mais reste très en retrait par rapport à l'Angleterre et à l'Allemagne (environ 600 000 ouvriers vers 1860). Une nouvelle classe de commerçants et de petits industriels - souvent d'anciens serfs libérés par rachat - apparaît, mais ses effectifs sont relativement peu nombreux.
L'enseignement se répand dans les classes les plus aisées et de nombreuses écoles supérieures sont fondées. La littérature russe connaît un premier épanouissement avec des écrivains majeurs comme Pouchkine, Gogol, Tourgueniev, Dostoïevski ou Tolstoï qui témoignent des tourments de la société russe. Cet essor culturel s'étend également à l'architecture et à la musique avec Glinka, Moussorgski et Rimski-Korsakov. La science a aussi quelques figures comme Dmitri Mendeleïev.

#### Tentatives de réforme et d'industrialisation

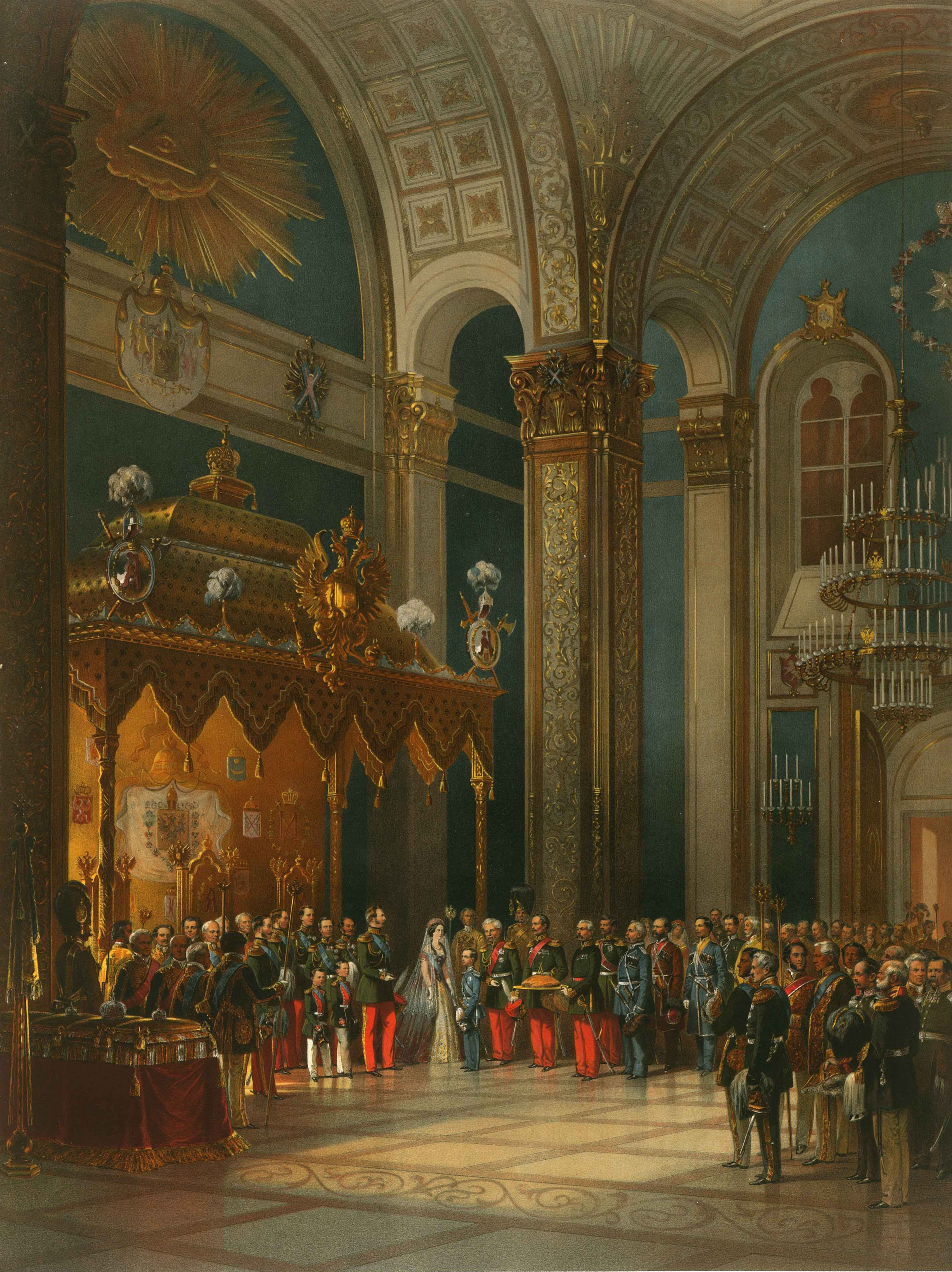
Hommage des cosaques au couronnement d'Alexandre II en 1856, toile de Georg Wilhelm Timm, 1856.

Alexandre II tente de tirer les leçons de la défaite de la guerre de Crimée. Le pays, qui s'étend désormais sur 12,5 millions de km² et compte 60 millions d'habitants, est handicapé par son fonctionnement archaïque. Des réformes structurelles sont mises en train par le tsar : la mesure la plus importante est l'abolition du servage en 1861 qui inclut l'attribution à l'ancien serf d'une terre, souvent trop petite pour le nourrir, au prix d'un endettement à long terme vis-à-vis de l'État. Des conseils locaux élus au suffrage censitaire – les Zemstvos – sont créés à compter de 1864 : dotés de pouvoir leur permettant de gérer les affaires locales et de construire routes, écoles et hôpitaux, ils peuvent lever des impôts pour les financer. Ce type de structure est étendu par la suite aux villes (douma urbaine). Enfin le code juridique introduit les procédures d'accusation et de défense et crée une justice théoriquement indépendante du pouvoir jusqu'à l'échelon du district. Le régime conserve malgré tout un caractère autocratique et fortement policier. Les réformes vont d'ailleurs attiser la violence de groupes d'intellectuels nihilistes et Alexandre finira par tomber sous leurs coups (1881). Sous son règne, l'empire a poursuivi son expansion coloniale en Asie centrale : après l'annexion des terres des kazakhs achevée en 1847, les trois khanats du territoire ouzbek (Kokand, Boukhara et Khiva) sont conquis au cours des trois décennies suivantes puis annexés ou placés sous protectorat (1876). Cette avancée place les limites de l'empire russe aux portes de l'empire britannique aux Indes. La tension (Grand Jeu) entre les deux pays va rester très vive jusqu'à ce qu'un accord soit trouvé en 1907 (convention anglo-russe). La Pologne se soulève de nouveau sans succès en 1863.

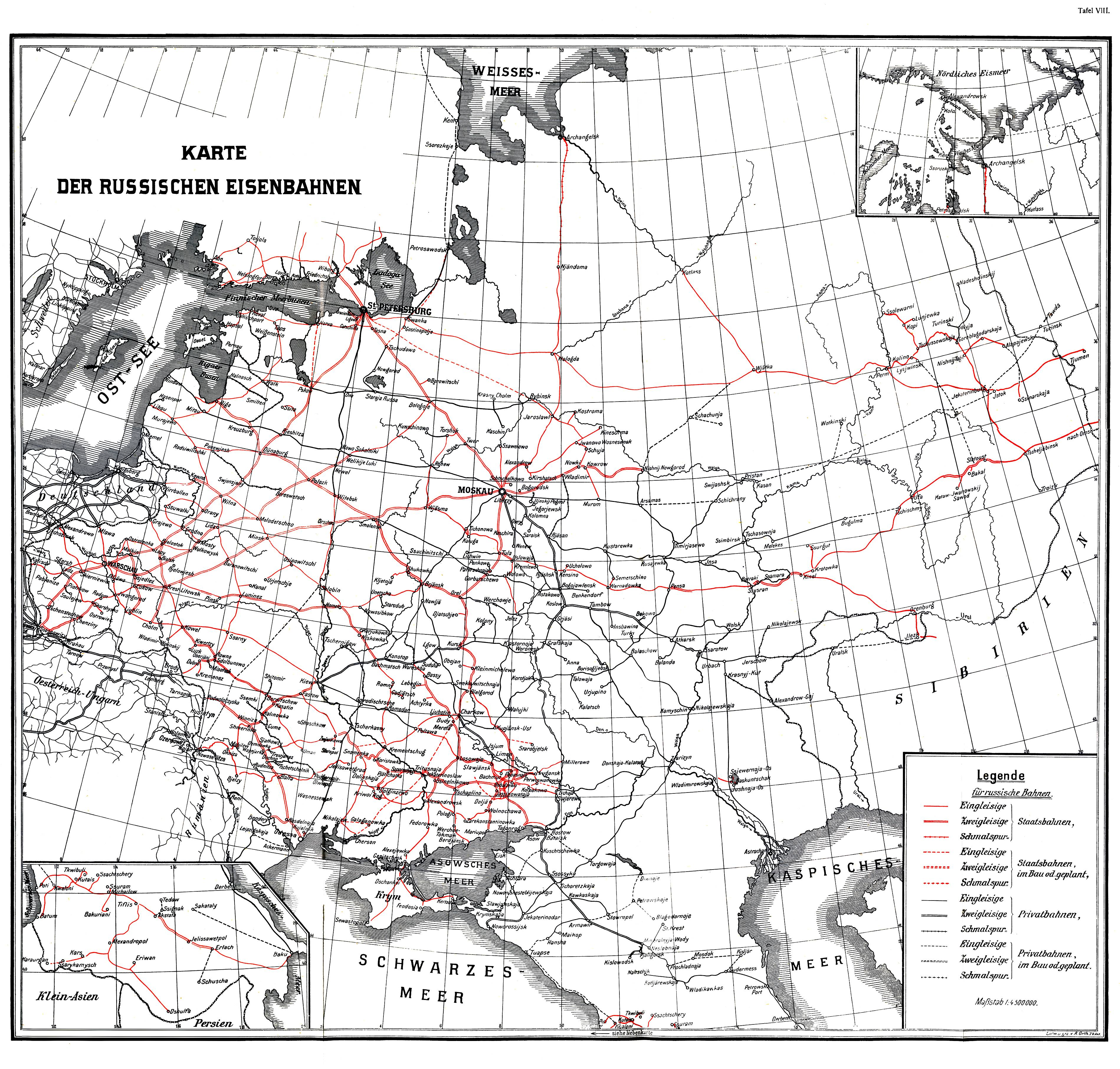
Carte des chemins de fer russes en 1912.

Lorsqu'il monte sur le trône en 1881, Alexandre III mène en réaction à l'assassinat de son père une politique de contre-réformes. Les dispositions autoritaires sont maintenues ou renforcées : les partis politiques et les syndicats sont interdits, le droit de circulation est limité, la presse est censurée. Sur le plan économique, l'industrie se développe rapidement grâce, entre autres, aux investissements étrangers et à la construction d'un réseau ferroviaire qui atteint 30 000 km en 1890. De nouvelles régions s'industrialisent (dans le Donbass et à Marioupol) tandis que certaines renforcent leur caractère industriel comme la région de Saint-Pétersbourg et surtout celle de Moscou. Mais la main-d'œuvre abondante dégagée par l'abolition du servage et la croissance démographique ne trouve pas entièrement à s'employer dans l'industrie (3 millions d'ouvriers en 1913). De nombreux paysans viennent coloniser les terres vierges de l'empire situées dans le Sud et l'Est (vallée inférieure de la Volga, Oural, Sibérie) de l'empire. Le Transsibérien, dont un premier tronçon est réalisé entre 1891 et 1901 pour désenclaver les immenses territoires de la Sibérie, facilite cette migration, tandis que parallèlement à l'Alliance franco-russe le financement de l'industrialisation se fait principalement par les emprunts russes venus surtout de France. L'agriculture a toujours un poids écrasant : en 1897 la Russie compte 97 millions de paysans pour une population totale de 122 millions d'habitants. Ceux-ci ne possèdent généralement pas les terres qu'ils cultivent (25 % seront propriétaires en 1914). Le taux d'alphabétisation est très faible et la mortalité infantile est élevée (environ 180 pour 1000). L'excédent démographique est absorbé par les villes dont le nombre croît rapidement : à la veille de la Première Guerre mondiale, la population citadine dépasse les 25 millions d'habitants.
Poursuivre cette industrialisation sera l'œuvre de l'URSS : article.

#### Des défaites aux révolutions (1905-1917)

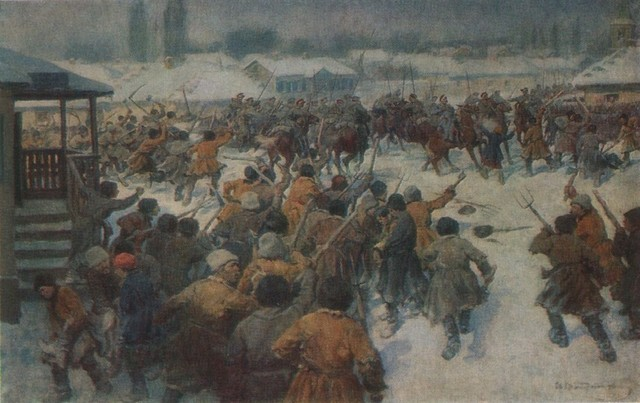
Révolte paysanne à Sorotchintsy (gouvernement de Poltava) en 1905, toile d' (1869-1947).

La Russie continue d'accroître son aire d'influence : en Chine et en Corée, elle se heurte aux intérêts japonais. La guerre russo-japonaise qui s'ensuit se termine par une défaite complète (bataille de Tsushima) : la modernisation du Japon a été sous-estimée et l'éloignement du champ de bataille a créé d'énormes contraintes logistiques.
Cette défaite déclenche le premier soulèvement généralisé de la population russe contre le régime. La révolution de 1905 est d'abord un mouvement paysan qui touche essentiellement la région des terres noires[réf. nécessaire]. Les ouvriers se joignent au mouvement par la suite. Avec le massacre du « Dimanche rouge » le 22 janvier 1905, alors que la foule était venue implorer la sollicitude impériale, le tsar perd son aura et se trouve désacralisé. La monarchie tsariste est ébranlée et voit son autorité mise en cause. Nicolas II, monté sur le trône en 1894, est obligé de donner des gages d'ouverture. Une assemblée (douma) élue est dotée de pouvoirs législatifs. Mais les élections de deux doumas successives donnent une large majorité à l'opposition. La loi électorale est alors modifiée pour obtenir une chambre des députés
La Russie entre en guerre contre l'Allemagne et l'Autriche-Hongrie en 1914 pour venir en aide à la Serbie, son alliée. L'empire russe déclenche une offensive en Prusse orientale mais est sévèrement battu. Les troupes russes doivent abandonner la Pologne. Début 1917 éclatent des mouvements sociaux, suscités par le poids de la guerre sur l'économie, les pertes sur un front réduit à une stratégie défensive, l'instabilité des dirigeants et la défiance vis-à-vis du tsar, hostile à toute réforme. Le refus des troupes de réprimer les manifestations et la lassitude des classes dirigeantes obligent le tsar Nicolas II à abdiquer ; ainsi éclate la révolution de Février 1917 et la Russie devient une république. Un gouvernement provisoire est alors constitué, présidé par Alexandre Kerenski. Tout en esquissant des réformes, celui-ci tente malgré tout de respecter les engagements de la Russie vis-à-vis de ses alliés en poursuivant la guerre. L'impopularité de cette dernière mesure est exploitée par le parti des bolcheviks qui, le 25 octobre 1917 (dans le calendrier julien), renverse le gouvernement à Saint-Pétersbourg par les armes (révolution d'Octobre). La paix est signée à Brest-Litovsk avec les Allemands au prix d'énormes concessions territoriales (Pologne, partie de l'Ukraine, pays Baltes, etc., soit environ 800 000 km2). Une guerre civile oppose près de cinq ans les « blancs » (républicains ou monarchistes), assistés par les puissances occidentales, aux bolcheviks. Après leur victoire, le 22 décembre 1922, les bolcheviks instaurent l'Union des républiques socialistes soviétiques ; la Russie devient une des républiques de l'Union (république socialiste fédérative soviétique de Russie).

## La Russie soviétique (1917-1991)

### Mise en place du régime (1917-1939)
Après la chute du tsar, le gouvernement provisoire d'Alexandre Kerenski tente de maintenir la Russie dans la Première Guerre mondiale aux côtés de l'Entente mais il est débordé par les soviets de soldats, d'ouvriers et de paysans. Les bolcheviks, dirigés par Lénine, profitent du mécontentement pour propager leurs mots d'ordre : « Usines aux ouvriers, terres aux paysans, paix aux peuples ». Le 25 octobre 1917 (selon l'ancien calendrier julien), les bolcheviks organisent le coup d'État d'Octobre en s'emparant du Palais d'Hiver. En janvier 1918, ils dissolvent dès sa première séance l'Assemblée constituante où ils auraient été minoritaires.
Un armistice signé en décembre 1917 aboutit au traité de Brest-Litovsk en mars 1918 qui cède à l'Allemagne l'Ukraine, la Biélorussie, les Pays baltes, la Finlande et la Pologne. La moitié de la Biélorussie et les deux tiers de l'Ukraine seront brièvement récupérés après la défaite allemande, puis perdus à nouveau face aux Alliés et aux blancs durant la guerre civile, pour ne rejoindre définitivement la Russie soviétique qu'en 1922).
Par ailleurs, la propriété privée industrielle et financière est supprimée et les usines et les banques, nationalisées. À la place, la propriété d'État est instaurée sur la quasi-totalité de moyens de production, sauf agricoles. Les bolcheviques annulent également les engagements russes sur les emprunts obligataires contractés par le gouvernement tsariste pour financer la guerre.
La jeune république socialiste soviétique russe (RSFSR) se dote d'une constitution fédéraliste, mais le pouvoir des Soviets est devenu fictif après l'interdiction par les bolcheviks des autres courants révolutionnaires en 1918. Instituant du parti unique, dont le principe de gouvernance est le « centralisme démocratique » basé en théorie sur le pouvoir des « soviets des ouvriers et des paysans », les bolcheviks n'obéissent en pratique qu'au bureau politique (en russe Politburo) formé par Lénine, Trotski, Staline, Kamenev, Krestinsky et quelques autres. Dans ce système, l'organe législatif est le Soviet suprême, mais celui-ci ne fait généralement qu'entériner les décisions du Politiburo. Vladimir Oulianov Lénine fut le véritable leader du système, et donc un chef d'État, même s'il n'en avait pas le titre.
De 1918 à 1921, la Russie et les pays voisins sont plongés dans la guerre civile, au cours de laquelle les Russes blancs (tsaristes ou républicains), les indépendantistes des différentes nationalités, la légion tchécoslovaque formée d'anciens prisonniers de guerre austro-hongrois, les anarchistes de Makhno et les armées de la France, du Royaume-Uni, du Japon et des États-Unis, s'opposèrent à l'Armée rouge mise en place par Trotsky jusqu'en 1921. Cette dernière l'emporte, en partie grâce aux dissensions internes qui désorganisent ses adversaires.
La guerre civile poussa le Politburo à décréter le « communisme de guerre », dont les mesures essentielles sont :
- Nationalisation des petites industries, de l'artisanat et du commerce ;
- Production planifiée de manière centralisée par le gouvernement ;
- Stricte discipline pour les travailleurs (les grévistes pouvaient être fusillés) ;
- Travail obligatoire des paysans ;
- Interdiction de toute forme d'entreprise privée ;
- Réquisition de la production agricole, souvent au-delà du minimum vital pour les paysans (famines) ;
- Rationnement et centralisation de la distribution de nourriture ;
- Les soldats de l'Armée rouge, recrutés d'abord sur la base de primes, subissent ensuite la conscription ;
- Mise en place d'une police politique et de tribunaux d'exception, chargés d'arrêter, juger et exécuter les ennemis du régime[50] ;
- Le parti communiste devient parti unique ;
- La censure de la presse et de la radio, sous le strict contrôle du parti ;
- La IIIe Internationale (ou Komintern) devient l'instrument du pouvoir. Les partis communistes étrangers doivent être inféodés à Moscou et obéir aveuglément. Les révolutions de 1919 en Allemagne et en Hongrie, ainsi que les grèves dans la plupart des pays européens font penser aux Soviétiques que la révolution devient mondiale. Mais l'écrasement des Spartakistes et la démission de Bela Kun mettent fin à ces espoirs.

Grâce au « communisme de guerre », Lénine et le parti communiste peuvent monopoliser le pouvoir, gagner la guerre civile et éloigner définitivement le danger d'une restauration monarchique. Au terme de la guerre civile, la première des famines soviétiques dépeuple la Russie entre 1921 et 1922, diminuant la population de plusieurs millions de morts. Les causes de cette famine sont complexes : sécheresse, réquisitions imposées par les différents camps au cours des années précédentes, désorganisation des campagnes à la suite de la guerre et de la collectivisation forcée, déportation au Goulag de nombreux travailleurs, blocus des pays alliés.
La Russie sort exsangue de la guerre civile : la production s'effondre, de nombreux ingénieurs, techniciens, officiers, juristes, lettrés et enseignants sont morts au cours de la guerre ou ont été exterminés en tant qu'« ennemis de classe ». Ce lourd héritage grèvera le fonctionnement de l'URSS jusqu'à son effondrement.

### L’URSS puissance mondiale (1939-1991)
La Seconde Guerre mondiale a saigné l’URSS (plus de 20 millions de victimes dont une majorité de civils) et détruit une bonne partie de ses installations industrielles et de ses villes. L’immédiat après-guerre est une période de reconstruction. Le pays retrouve son niveau de production industrielle d’avant-guerre puis le double en 1952.[réf. nécessaire] L’industrie nucléaire se développe, avec la création du complexe nucléaire Maïak. L’URSS effectue son premier essai nucléaire en 1949, accédant ainsi au rang de seconde puissance nucléaire mondiale.
Dans le même temps, le culte de la personnalité est porté à son comble par Staline. Peu après le décès de celui-ci en 1953, Nikita Khrouchtchev accède au pouvoir et dénonce les excès de son prédécesseur. Sur le plan intérieur commence une période de relative prospérité[réf. nécessaire] ; les droits des citoyens sont mieux respectés, c'est le début d'une certaine libéralisation. L'URSS stupéfie le monde par son avance dans le domaine spatial en mettant en orbite le premier Spoutnik et en y envoyant Youri Gagarine, premier homme dans l’espace. Sur le plan international, l’URSS élargit son influence à de nombreux pays du tiers-monde et parvient par des investissements massifs dans l’armement à faire jeu égal avec les États-Unis, notamment dans le domaine nucléaire et des missiles balistiques. Cette période de guerre froide se traduit par de nombreux conflits ou tensions un peu partout dans le monde entre les deux superpuissances et leurs alliés. La crise de Cuba en 1962 manque de dégénérer en un conflit nucléaire. L’accession de Léonid Brejnev au pouvoir (1964) se traduit par une relative détente entre les deux grands grâce à la Conférence sur la sécurité et la coopération en Europe (CSCE) mais également, sur le plan intérieur, par une réduction des tentatives de réforme qui n’avaient pas réussi à son prédécesseur (Programme des terres vierges entre autres). L’écart entre le niveau de vie des Soviétiques et celui des habitants des pays occidentaux s’accroît. La tension entre les deux superpuissances reprend à compter de 1979 à la suite de l’invasion de l’Afghanistan et de l’arrivée de Ronald Reagan à la présidence des États-Unis en 1980.

## La fédération de Russie indépendante

Carte de la fédération de Russie, dans les contours de l'Union soviétique.

### Fin de l’URSS
Mikhaïl Gorbatchev arrive au pouvoir en 1985 en prenant la tête du PCUS avec la volonté de réformer le régime pour combattre la stagnation économique et les reliquats du stalinisme, mais ses réformes donnent des résultats plutôt mitigés. La perestroïka (restructuration économique) n’a pas atteint les objectifs escomptés ayant aggravé les pénuries de biens de consommation et les inégalités sociales entraînant un mécontentement populaire, tandis qu’une démocratisation du régime, amorcée avec la glasnost (transparence), déclenche des conflits inter-ethniques et la montée des nationalismes, mal perçus par les Russes.
Dès 1989, l'URSS commence déjà à perdre pied sur le plan international avec la réunification allemande, la chute du mur de Berlin ou encore le retrait des troupes soviétiques de l'Afghanistan. Pour la première fois depuis le début de l’ère soviétique, des élections libres ont lieu, les partis politiques sont autorisés en 1990. Cette ouverture est surtout l’occasion pour les peuples des différentes nationalités composant l’URSS de manifester leurs souhaits de souveraineté.
En juin 1990, Boris Eltsine, président du Soviet suprême de la RSFS de Russie déclare la souveraineté de la Russie. En août 1991, le putsch de Moscou, mené par des membres conservateurs du gouvernement communiste opposés aux réformes démocratiques (Glasnost et Perestroïka), montre à quel point le pouvoir central soviétique s'était fragilisé. Le complot échoue en grande partie grâce à l'intervention de Boris Eltsine et des réformistes qui ont ainsi renforcé leur poids dans la lutte de pouvoirs au sein du Kremlin.
Au cours de l'automne 1991, les républiques constituantes de l'URSS proclament, l'une après l'autre, leur indépendance sans que le président soviétique Mikhaïl Gorbatchev ait la capacité ou la volonté de s'y opposer. Le 25 décembre 1991, Gorbatchev démissionne de son poste de président de l'URSS, après qu'Eltsine proclame, lors d'une séance au parlement, la dissolution de l'Union soviétique et l'indépendance de facto de la Russie, qu'il dirige désormais.
Le 21 décembre 1991, le PCUS est dissous par Mikhaïl Gorbatchev et l’URSS s’effondre : les républiques qui la constituaient prennent leur indépendance, le CAEM (Conseil d'assistance économique mutuelle) créé en 1949 et le Pacte de Varsovie (1955) ne sont plus. La Russie, qui en constitue le noyau historique, reprend de l’ancienne grande puissance mondiale les trois quarts de son territoire, plus de la moitié de sa population, les deux tiers de son industrie et la moitié de sa production agricole. Principale héritière de l’URSS, elle occupe désormais sa place dans les institutions internationales, dont le siège permanent au Conseil de sécurité des Nations unies, mais assume également le passif financier de l’ancienne URSS. Une union politique et économique, la CEI, est fondée en 1991 pour tenter de maintenir des liens privilégiés entre les pays issus de l’URSS.
Bien que la Russie, dirigée par Eltsine à partir de 1991, soit l'héritière de l'Union soviétique, elle ne peut endosser le rôle de superpuissance. La fédération de Russie est confrontée à de nombreux problèmes internes, parmi lesquels l'élaboration laborieuse d'un système politique démocratique et une guerre de sécession en Tchétchénie, et laisse la grande politique mondiale aux Américains et à leurs alliés.

### Effondrement politique et économique de la Russie indépendante
Dès 1991, Le premier président de la nouvelle Russie, Boris Eltsine crée les institutions actuelles de l'État russe, il donne une inflexion libérale au régime en privatisant les biens nationaux et les terres, dans des conditions souvent obscures. Le fonctionnement de la société russe qui a dû abandonner le socialisme est profondément bouleversé et mène à l’enrichissement d’une minorité (des oligarques tels Roman Abramovitch, Boris Berezovski, Mikhaïl Khodorkovski ou Rem Viakhirev) au déclin de l’outil économique, à l’affaiblissement de l’État fédéral et à une chute catastrophique du niveau de vie des Russes. La réorganisation rapide de l’appareil économique combinée avec les effets de l’éclatement de l’URSS ont provoqué au cours des années 1990 un effondrement de l’économie, le PIB étant divisé par deux en quelques années, tandis que la surmortalité directement due à ces politiques de choc est estimé à plusieurs millions de personnes.
De 1991 à 1995, la Russie vit des années noires : inflation de 1 000 %, chômage exponentiel, fermeture des anciennes usines russes, diminution de la population. Le secteur de la défense est délaissé. Des bases militaires stratégiques ferment, les armes disparaissent soudainement des entrepôts pour être vendues. En même temps, la Russie doit gérer deux guerres tchétchènes, lancées par Djokhar Doudaïev, qui arrive à fédérer son peuple contre « l'occupant russe ».
L’armée est de plus tenue en échec dans le conflit qui l’oppose aux séparatistes islamistes de Tchétchénie. Les élections de 1993 complètement libres se traduisent par une montée du courant nationaliste et le maintien d’un vote communiste important[réf. nécessaire]. Une nouvelle constitution, adoptée en décembre 1993 après une grave crise constitutionnelle et la mise au pas du Congrès des députés du peuple à l'aide de l'armée, donne un tour plus présidentiel au régime. La période est également caractérisée par de grands mouvements de population entre les États composant l’URSS (population russe des États voisins se repliant en Russie, émigration des Russes d’origine allemande ou de religion juive, fuite des cerveaux) et au sein même de la Russie (abandon des campagnes et des zones les plus éloignées en Sibérie).
Un accord de paix est signé le 31 août 1996 avec les forces tchétchènes. Cet accord conduit à un statu quo laissant à la Tchétchénie (rebaptisée "république islamique d’Itchkérie") une autonomie gouvernementale de facto en échange d'une promesse du report des pourparlers sur l'indépendance.
Le désordre économique et politique se prolonge jusqu’en 1998 date à laquelle le système financier russe s’effondre plongeant une grande partie de la population dans les difficultés (excepté une infime minorité de nouveaux riches, surnommés nouveaux Russes). Deux ans après les accords de paix, des attentats meurtriers endeuillent plusieurs villes de Russie, y compris Moscou, faisant 293 morts. Poutine accuse les dirigeants tchétchènes. La voie est ouverte pour déclarer la guerre totale contre les terroristes et, le 1er octobre 1999, l'armée russe intervient une nouvelle fois dans la république séparatiste. Selon les organisations non-gouvernementales, le nombre de civils qui ont péri pendant les 2 guerres est estimé entre 100 000 et 300 000.
Le 31 décembre 1999, Boris Eltsine abdique en un long discours diffusé sur NTV (chaîne de l'oligarque Goussinski) et ORT (chaîne de l'oligarque Berezovski). Il fait un mea culpa de sa gestion et s'efface au profit de son successeur Vladimir Poutine, un ancien du KGB, un inconnu de la politique, dont la rapide ascension est orchestrée par le clan Bérézovski.[réf. nécessaire]

### Le retour d'une Russie forte
Le nouveau président russe, Vladimir Poutine, un ancien du KGB, porté au pouvoir en 2000, se donne pour objectif de rétablir le fonctionnement de l’État et de l’économie par le biais d’un régime présidentiel fort. Le nouveau président bénéficie de l’envolée du cours des matières premières dont la Russie est le plus grand producteur (pétrole, métaux). Il lance des réformes structurelles visant entre autres à rétablir la « verticale des pouvoirs ». Des mesures ont été prises par ailleurs contre la fraude fiscale qui se traduisent par l’arrestation de certains oligarques. Depuis 2000, la Russie connaît une croissance économique remarquable (croissance du PIB de 7 % en moyenne). Ce boom est porté par la montée en puissance du secteur tertiaire (banque, assurance, distribution) et la croissance de la consommation intérieure.
Sous les deux mandats de Poutine, la Russie redevient petit à petit un acteur pesant sur les affaires mondiales. Vladimir Poutine, très populaire dans le pays, tente de redonner à la Russie un rôle de premier plan sur la scène internationale en profitant, entre autres, des déboires américains en Irak, et de renouer des liens privilégiés avec les anciennes républiques composant l’URSS en maniant alternativement la manière forte (Biélorussie, Ukraine) et une approche plus diplomatique. Son successeur, Dmitri Medvedev, est plus libéral, mais continue d'appliquer la politique générale de Poutine devenu premier ministre. Par ailleurs, la guerre d'Ossétie en 2008 étend l'influence russe dans le Caucase, en particulier en Abkhazie et en Ossétie du Sud.
En 2012, il redevient président après un mandat de Medvedev, durant lequel Poutine est Premier ministre, car il ne peut accumuler trois mandats de suite. Il est réélu pour un quatrième mandat le 18 mars 2018.
La relance de l'agro-industrie, avec la volonté des autorités de remettre en culture une partie des surfaces anciennement cultivées, se heurte à l'exode rural et à la dénatalité, pour ce qui est de la démographie de la Russie. Depuis 2015 le solde naturel replonge de manière durable. Notons au passage que l'annexion de la Crimée par la Russie en 2014 a permis d'accroître la population de la fédération de Russie de 2,4 millions d'habitants. À partir de 2019 plus de 500 000 habitants des républiques séparatistes du Donbass ont reçus la citoyenneté russe. Concernant les campagnes, l'immigration de main d'œuvre agricole mal payée venue des républiques d'Asie Centrale rencontre l'activité intense de la Chine sur ses nouvelles routes de la soie, qui tend à freiner considérablement ces déplacements de populations. D'autre part, en favorisant une agriculture tenue par de grands groupes céréaliers, tournés vers l'exportation, « les autorités risquent de faire face à une déprise rurale et un appauvrissement de l'alimentation des Russes contraints de payer plus cher une alimentation de moindre qualité ».
Le 24 février 2022, après plusieurs mois de tensions de plus en plus importantes avec l'Ukraine et la rupture du protocole de Minsk avec la reconnaissance des républiques sécessionnistes du Donbass, Poutine lance l'invasion de l'Ukraine au terme d'une allocution télévisée diffusée pour la Russie et l'Ukraine ainsi que la communauté internationale - mettant en avant ses objectifs de guerre et véhiculant un discours révisionniste.
Dans la nuit du 23 au 24 juin 2023, le Groupe Wagner mené par son chef Evgueni Prigojine lance une rébellion contre l'armée russe. Quelques heures plus tard, Prigojine assure avoir pris Rostov-sur-le-Don et Voronej sans résistance et être en direction de Moscou.
Le 23 août 2023, Evgueni Prigojine meurt à l’âge de 62 ans, dans le crash d'un avion d'affaires allant de Moscou à Saint-Pétersbourg.
Le 17 mars 2024, Poutine est réélu pour un cinquième mandat avec 87 % des voix.